# Ptychocroca nigropenicillia
Ptychocroca nigropenicillia es una especie de polilla de la familia Tortricidae. Se encuentra en Chile (provincia de Santiago y Región de Valparaíso).

## Etimología
El nombre de la especie se refiere a las escamas negras que rodean la glándula de las alas traseras.